# 株主
株主（、英: shareholder、stockholder）とは、株式会社の出資者。株主名簿に記名されている個人・法人のこと。持ち株数に応じた権利（株主権）を有するが、同時に有する株式の引き受け価額を限度とする有限責任を持つ。

## 概説
株主とは、株式会社の株式を保有する者（自然人・法人）のことであり、その結果株主は、その会社があげた利益の一部を受け取ったり、その会社がどのように運営されるかに関して投票（議決）する権利を得ることになる。

## 分類・種類
さまざまな分類法がある。
ひとつには コモン・シェアホルダー と プリファード・シェアホルダー による分類法がある。
マジョリティ・シェアホルダー は、当該会社の株式の50%より多く所有している株主（日本語の「以上」という用語はくせもので「50%以上」と表現すると50%も含まれてしまうので、しばしば便宜上「51%以上」などと表現する） 。あくまでその会社の議決権の過半数を支配しており、実質上のその会社の（株主や経営者の中では）支配的な存在となる。日本語で「過半数株主」とも。

### 金融上の株主の分類
大株主持ち株比率の高い株主のこと。厳密な定義はない。
筆頭株主持ち株比率が一番高い株主のこと。一般的には親会社や創業者一族（※創業者同族による資産管理会社および関連企業）や資本提携の企業、主力取引銀行（メインバンク）や機関投資家などが筆頭株主となることが多い。
法人株主株主のうち、各種法人・会社企業等の株主。なお、厳密には法定上での組合（※組合の項を参照）は法人格を有しないため、法人株主に該当しない。
安定株主企業の業績や株価の変動などに左右されず、長期的に株式を保有する株主。厳密な定義はない。一般的には親会社や創業者一族・従業員持株会、金融機関や取引先など。
浮動株主業績や株価に反応し、短期で株式を売却すると思われる株主。厳密な定義はない。なお、TOPIX浮動株比率では、発行済み株式総数から固定株を除いた株式を浮動株と定義しており、この場合、固定株とは大株主上位10位の保有株（但し、預託機関等の保有株のうち公表資料から浮動株と判断できる株式は浮動株として扱う）、自己株式等、役員等の保有株等をいう。
外国人株主外国に居住地を有する個人・法人の株主。欧州の人々から見れば、米国や中国や日本の株主は外国人株主であり、米国から見れば欧州や中国や日本の株主は外国人株主である。
機関投資家株式への投資により利益を得ることを業とする法人を言うが、より限定的には、自己資金ではなく、信託された投資信託、年金資金など莫大な投資資金を運用する投資家を言う。一般には、銀行を含む株式持ち合い企業は、機関投資家とは言わない。
マスタートラスト従来、投資信託・年金等の信託財産について、信託銀行及び生命保険会社は自己の名義で保有していたが、資産の保管・管理機能の統合によるコスト削減を目的として複数の金融機関が出資し、信託銀行を設立。それらの株式をすべて名義上譲渡しているため大株主に見えるが、議決権の行使は預託している年金基金等がマスタートラストを通じ間接的に行っている。
社員株主制度（ほぼ）日本における株式会社独自の制度で、会社の従業員のみで出資を行い、株式を保有する。すでに時事通信社が同制度を導入していた先駆的存在であったが、報道通信事業者・共同通信社の株式会社設立を機に、次第に世間に知られるようになった。

### 日本の法令上の株主の分類
特別支配株主179条1項で規定される「株式会社の総株主の議決権の10分の9（これを上回る割合を当該株式会社の定款で定めた場合にあっては、その割合）以上を当該株式会社以外の者及び当該者が発行済株式の全部を有する株式会社その他これに準ずるものとして法務省令で定める法人（特別支配株主完全子法人）が有している場合における当該者」のこと。
主要株主金融商品取引法第163条1項で規定される「自己又は他人（仮設人を含む）の名義をもって発行済株式の総数の100分の10以上の株式（取得または所有の態様その他の事情を勘案して内閣府令で定めるものを除く）を有している株主」のこと。

## 米国法における株主関連法規
株主にはさまざまな権利が認められている。
その権利は、おおまかには「キャッシュフロー権」（キャッシュフローに関する権利）と議決権 に分類されている。
米国法でも株主に利益配当請求権や議決権などが認められている。
| 権利の名前       | 権利の内容 |
| ---------------- | --- |
| 利益配当請求権   | 利益配当請求権は取締役会において配当決議が行われることで株主が取得する権利である。配当決議により会社は株主に対して配当金の支払義務を負う。株主が違法配当と知りながら配当金を受け取ったときは会社に対して返還する義務を負う。また、株主が違法配当であることを知らずに配当金を受け取った場合でも会社が支払不能に陥るときは返還義務を負う。 |
| 議決権           | 原則として1株につき1個の議決権が認められる。 - 取締役会から名を挙げられた者の 取締役としての採用についての可否に投票する権利。 - 取締役を指名し、株主決議を行う権利。 - 会社の合併や、企業憲章の変更に関して投票する権利。 - 株主決議を開催し、議決する権利。 - 取締役会からの提案内容に対して議決する権利。                             |
| 帳簿等閲覧請求権 | 帳簿等閲覧請求権の行使には適正な目的が必要であり、5日前までに書面で請求する必要がある。 |
| (名前なし)       | 株式を売却する権利。 |
| (名前なし)       | 新株を購入する権利。 |

## 日本法における株主関連法規
- 会社法は、以下で条数のみ記載する。

### 概説
株式会社は持分会社と異なり、発起人以外の株主（社員）の氏名は定款に記載しない。株式会社は、株主名簿を作成し、株主の氏名又は名称及び住所、株主の有する株式の数、株主が株式を取得した日などを記載し、又は記録しなければならない(121条)。
株主名簿に記載されていることが会社に対して株主の権利を主張するために必要であるが、名義の書き換えを失念したとしても株主としての地位を失うわけではない。
株式会社が株主に対してする通知又は催告は、株主名簿に記載し、又は記録した当該株主の住所（当該株主が別に通知又は催告を受ける場所又は連絡先を当該株式会社に通知した場合にあっては、その場所又は連絡先）にあてて発すれば足りる（126条）。
株式が二以上の者の共有に属するときは、共有者は、当該株式についての権利を行使する者一人を定め、株式会社に対し、その者の氏名又は名称を通知しなければ、当該株式についての権利を行使することができない(106条)。

### 株主平等原則
株主は株主平等の原則（109条）により、原則として、持ち株数に応じた権利を有する。

### 株主権の分類
株主権（株主の権利）は学問上、その性質に応じて自益権（直接的な経済的利益の享受を目的とする権利）と共益権（会社経営への参画を目的とする権利で、いわゆる経営参加権）に分類される。自益権はそのすべてが一株でももっていれば行使できる「単独株主権」であるが、共益権には一定数以上の株式を保有している株主でなければ行使できない少数株主権もある。会社法においては株主の権利については、105条その他に規定がある。

#### 自益権
（直接的な経済的利益の享受を目的とする権利）
- 剰余金配当請求権、利益配当請求権、残余財産分配請求権、新株引受権、株式買取請求権など。

#### 共益権
（会社経営への参画を目的とする権利。経営参加権）
- 株主総会における議決権（第308条1項 [9]）
  - 単独株主権
    - 取締役会の招集の請求（367条）
    - 訴訟の提起権
会社の組織に関する行為の無効の訴え（828条）
株主総会決議取消訴訟の提起権（831条1項 [10]）
株主代表訴訟提起権：6箇月前から継続保有する株主（847条以下 [11]）。
    - 差止請求権
募集株式発行差止請求権（210条）、新株予約権発行差止請求権（247条）、略式組織再編行為差止請求権（796条）
取締役の行為差止請求権（360条）：6箇月前から継続保有する株主
取締役が、株式会社の目的の範囲外の行為等をし、又はこれらの行為をするおそれがある場合において、著しい損害が生ずるおそれがあるときは、当該取締役に対し、当該行為をやめることを請求することができる。
監査役設置会社、監査等委員会設置会社又は指名委員会等設置会社においては、「回復することができない損害」が生ずるおそれがあるとき請求することができる。
執行役の行為差止請求権（422条）：6箇月前から継続保有する株主
    - 閲覧等請求権
株主名簿の閲覧・交付（125条）
取締役会議事録の閲覧・交付（371条）
監査役設置会社又は委員会設置会社の株主は、その権利を行使するため必要があるときは、裁判所の許可を得て、請求をすることができる。
計算書類等の閲覧・交付（442条）
貸借対照表の閲覧・交付（496条）

  - 少数株主権
株主提案権（303条2項）、株主総会招集請求権（297条）、会計帳簿閲覧請求権（433条）、簡易合併等に対する反対権（796条4項）

### 株主の責任
株主の責任は、その有する株式の引受価額を限度とする（104条）。
「所有と経営の分離」の原則から、株主は会社の経営から概念上分離される。出資者である株主は、株式を購入するために出資をした金額を超えた責任は負わない。更なる負担を求められることもない。これを「株主有限責任の原則」という。